# 石田雄介
石田 雄介（いしだ ゆうすけ、1977年4月5日 - ）は、日本の映画監督、演出家、映像ディレクター。

## 略歴
神奈川県横浜市出身。多摩美術大学美術学部情報デザイン学科卒業。大学卒業後、オフィスクレッシェンドに入社。
映画やテレビドラマ、ミュージック・ビデオの演出を手がけ、CGの知識に基づく多様な映像表現を得意とする。
一方で、近年は「4D」「プロジェクションマッピング」「リアルタイム・モーションキャプチャ」といった最先端技術を駆使し、アトラクションや音楽ライブの演出も務めるなど、多岐にわたる活動を展開している。
2003～11年　ＭＶ・ＤＶＤ・バラエティ番組等のディレクター業務と並行してドラマ助監督のキャリアを積む。
2012年　本編編集と一部演出を担当した映画『モテキ』で第35回日本アカデミー賞優秀編集賞を受賞。
2013年　『嵐』ドームコンサート演出映像を監督。
同年、映画『ナオト・インティライミ冒険記 旅歌ダイアリー』で劇場映画監督としてデビュー。
2014〜18年　映画『シン・ゴジラ』C班監督に就任。その後2作連続でゴジラ公式プロジェクトの監督に就任。17年、ゴジラ初の公式アトラクション『ゴジラ・ザ・リアル 4-D』（ユニバーサル・スタジオ・ジャパン）監督。18年、ゴジラ初の公式プロジェクション・マッピングショー『ゴジラ 博多、上陸。』（キャナルシティ博多）監督。
2019年　テレビドラマ『アフロ田中』監督・脚本（全１０話すべて）。
2020年　オフィスクレッシェンドから独立。
2023年　NETFLIX映画『ゾン100～ゾンビになるまでにしたい100のこと～』監督。全世界配信され国内１位、非英語作品世界２位を記録。

## 主な作品

### アトラクション
- ゴジラ・ザ・リアル 4-D（2017年1月13日〜公開、ユニバーサル・スタジオ・ジャパン）- 監督[7]

### プロジェクションマッピング
- ゴジラ 博多、上陸。Mapping Show（2018年6月〜公開、キャナルシティ博多）- 監督[8]

### 映画
- モテキ（2011年9月23日公開、東宝） - 編集／オープニング・Perfumeミュージカルシーン監督
- ナオト・インティライミ冒険記 旅歌ダイアリー（2013年4月13日公開、東宝映像事業部） - 監督・編集[9][1]
- シン・ゴジラ（2016年7月29日公開、東宝） - C班監督[10][1][2]
- Still Dreamin’―布袋寅泰 情熱と栄光のギタリズム―（2022年2月4日公開、東宝映像事業部） - 監督・脚本[11]
- ゾン100～ゾンビになるまでにしたい100のこと～（2023年8月3日世界配信、Netflix） - 監督[12]

### テレビドラマ
- アキハバラ@DEEP（2006年、TBS）
- 週刊真木よう子（2008年、テレビ東京）
- モテキ（2010年、テレビ東京）
- まほろ駅前番外地（2013年、テレビ東京）
- ノーコン・キッド 〜ぼくらのゲーム史〜（2013年、テレビ東京）- 監督[13]
- 金田一少年の事件簿N（neo）（2014年、日本テレビ）- オープニング監督
- さぼリーマン甘太朗（2017年、テレビ東京/Netflix）- 監督[14]
- Re:Mind（2017年、テレビ東京/Netflix）- 監督[15]
- アフロ田中（2019年、WOWOW）- 監督・脚本（全１０話すべて）[16]

### ミュージック・ビデオ
- スチャダラパー『DISCO SYSTEM』（2006年） - 共同監督
- Goodings RINA『大都市を電車はゆく』（2007年）- 共同監督
- フラワーカンパニーズ『この胸の中だけ』（2008年）- 共同監督
- スチャダラパー『ライツカメラアクション』（2008年）- 共同監督
- スチャダラパー+木村カエラ『Hey! Hey! Alright』（2009年）- 共同監督
- 宇田川フリーコースターズ『富士山』（2009年）- 共同監督
- AKB48『真夏のSounds good !』（2012年）- 編集
- NO NAME『希望について』（2012年）- 監督
- N'夙川BOYS『24hour』（2012年）- 監督[17]
- 田中聖『BLACK OR WHITE』（2012年）- 監督
- A.B.C-Z『Walking on Clouds』（2013年）- 監督、『My life』（2013年）- 監督

### ライブ
- 嵐『ARASHI Live Tour 2013 “LOVE”』 - オープニング＆メンバーソロパート ライブ用映像監督
- ナオト・インティライミ『ARENA TOUR 2016 Sixth Sense』- 総合演出[18]
- 22/7『22/7 割り切れないライブ〜シャンプーの匂いがした〜』- 総合演出[19]

### 舞台
- 理由なき反抗（主演：二宮和也　2005年）- ステージ映像監督
- 電車男（主演：武田真治　2005年）- ステージ映像監督

### バラエティ番組
- KIRA KIRA JAPON season2（2009年、Nolife）- 総合演出

### DVD
- 佐々木希『nozomi』（2009年）
- 佐々木希『DOLLY』（2009年）
- 城田優『YU CHANNEL』（2009年）
- 中村優一『Self-Discovery』（2009年）
- 柳下大『TOMORROW』（2009年）
- 橋本汰斗『TIGHT RIZM』（2010年）
- 高橋龍輝『SUPER ROOKIE』（2010年）
- 瀬戸康史『SETOUT』（2010年）

## 受賞歴
- 第35回日本アカデミー賞 優秀編集賞（『モテキ』）[20]